# الیور پادربورن
الیور پادربورن (انگلیسی: Oliver of Paderborn؛ ح. ۱۱۷۰ - ۱۱ سپتامبر ۱۲۲۷) که با نام‌های توماس الیور و الیور ساکسونی یا الیور کلن نیز شناخته می‌شود، کشیش، جنگجوی صلیبی و تاریخ‌نگار آلمانی بود. وی اسقف‌اعظم پادربورن از سال ۱۲۲۳ تا ۱۲۲۵ میلادی بود تا اینکه به دستور پاپ هونوریوس سوم به عنوان کاردینال-اسقف کلیسای سابینا منصوب شد. وی نخستین فرد پادربورن بود که توانست به مقام کاردینالی برسد.
الیور همچنین نماینده کلیسا در جنگ صلیبی پنجم و دبیر کاردینال در کلیسای کلن بود، مهارت خطبه‌سرایی‌اش را در خدمت مبارزه برای جنگ جدید صلیبی گرفت. وی توانست به موقع سپاه بزرگی گرد آورد و بعد خود فرماندهی آن را بر عهده گرفت. وی پس از بازگشت از جنگ، کتابی تحت عنوان فتح دمیاط را به رشته تحریر درآورد که در واقع گزارشی ارزشمند از شاهدان عینی جنگ صلیبی پنجم بود.